# Ulkopolitiikka (revue)
Ulkopolitiikka est un magazine indépendant spécialisé dans les relations internationales, fondé en 1961 et publié par l'Institut finlandais des affaires internationales.

## Histoire
Le magazine a été initialement publié par la société Paasikivi.
En raison d'un manque de fonds, le magazine a cessé d'être publié en 1968.
En 1971, il a commencé à être republié par l'Ulkopoliittinen instituutti.

## Présentation
Publié quatre fois par an, le magazine approfondit les debats sur la politique internationale, l'économie et les événements politiques en Finlande.
La revue publie des entretiens avec des experts nationaux et étrangers, de longs articles sur les phénomènes actuels, des chroniques et des commentaires, et des reportages. Les critiques de livres du magazine offrent la possibilité de suivre l'actualité de la littérature étrangère concernant la politique internationale.

## Rédacteurs en chef
- Eino Sakari Repo
- Jan-Magnus Jansson
- Jaakko Blomberg
- Jaakko Iloniemi
- Jaakko Kalela
- Tapani Vaahtoranta
- Teija Tiilikainen
- Mika Aaltola

## Prix et récompenses
En 2008, le magazine a reçu la mention honorable du Prix du magazine de qualité de l'année organisé par l'association des magazines culturels, scientifiques et d'opinion Kultti ry et la librairie Akateeminen Kirjakauppa.
En 2012, le magazine a partagé le prix avec le magazine musical Basso.